# Takashi Kinoshita
Pour les articles homonymes, voir Kinoshita.
Takashi Kinoshita (木下 隆志, Kinoshita Takashi), né en 1979, est un chef cuisinier japonais formé à la gastronomie française.

## Biographie

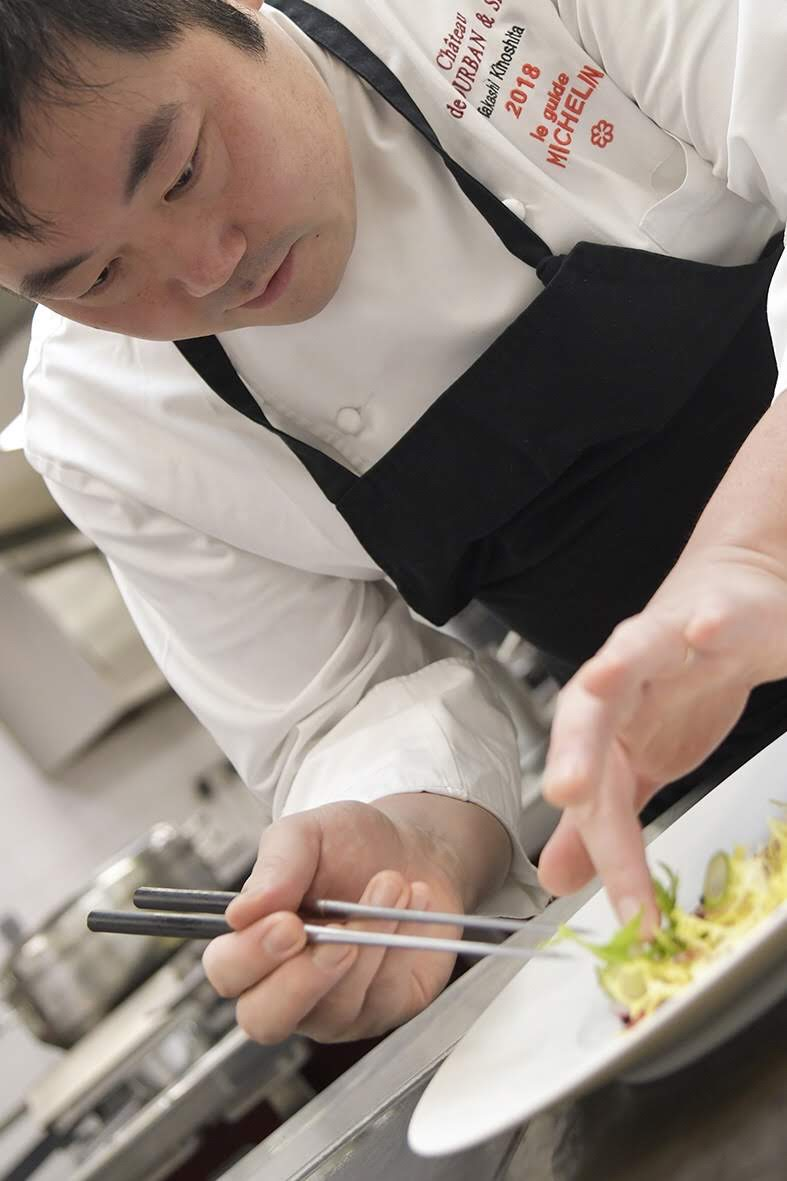

Il s'installe en France en 2002, et travaille au restaurant Le Moulin à huile à Vaison-la-Romaine. Le restaurant Château de Courban dont il est chef a obtenu une étoile au Guide Michelin en février 2018.
Finaliste de Concours Un des Meilleurs Ouvriers de France 2022
Pendant la période de confinement liée à la Pandémie de Covid-19 en France, il prépare des plateaux-repas de ses spécialités pour le personnel soignant du centre hospitalier de Dijon.
Depuis 2025, il est le chef du bistrot qui se veut traditionnel et bourguignon, Les Murisaltiens, à Meursault.